# Esonstad
Esonstad (Fries: Esonstêd) is een vakantiepark van Landal GreenParks aan het Lauwersmeer in Oostmahorn, dat in de gemeente Noardeast-Fryslân in de Nederlandse provincie Friesland ligt.

## Beschrijving
Esonstad bestaat uit een bungalowpark rond een kunstmatig meer en een quasi-historisch stadje, dat tussen 2004 en 2007 werd gebouwd. De naam is ontleend aan een nederzetting met de naam Ezonstad, die in de vroege middeleeuwen op ongeveer dezelfde plaats zou hebben gelegen en die Friesland tegen de Noormannen moest beschermen. Het bestaan van deze nederzetting is echter nooit aangetoond.
Tot het complex behoren verder een zwembad, een speeltuin, een kinderclub en horecagelegenheden. Vanuit Esonstad wordt een toeristische veerdienst naar Schiermonnikoog onderhouden. Deze is uitbesteed aan Wagenborg Passagierdiensten en wordt uitgevoerd met de MS Esonborg.

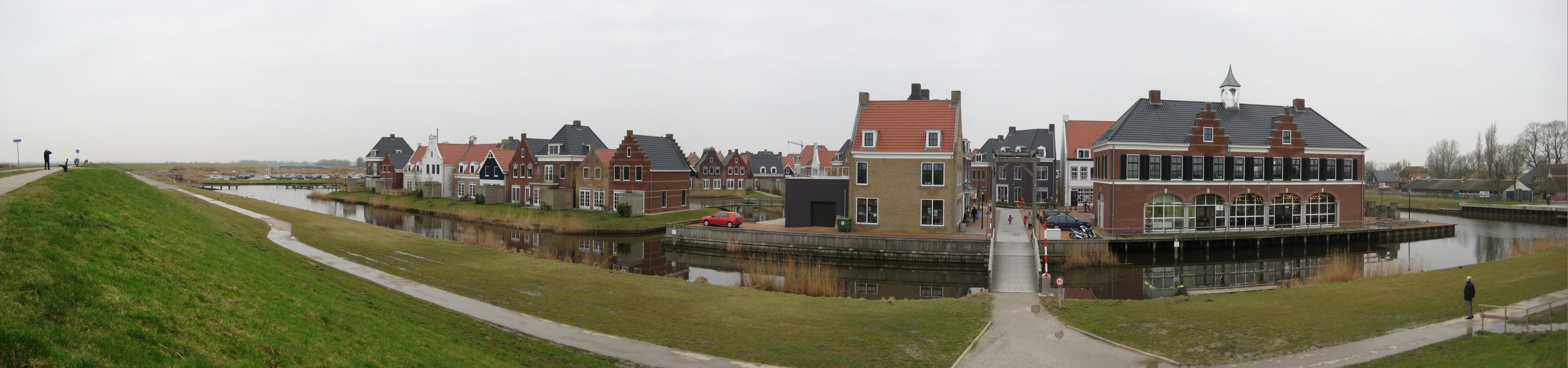
Esonstad vanaf de dijk rond het Lauwersmeer (2009)

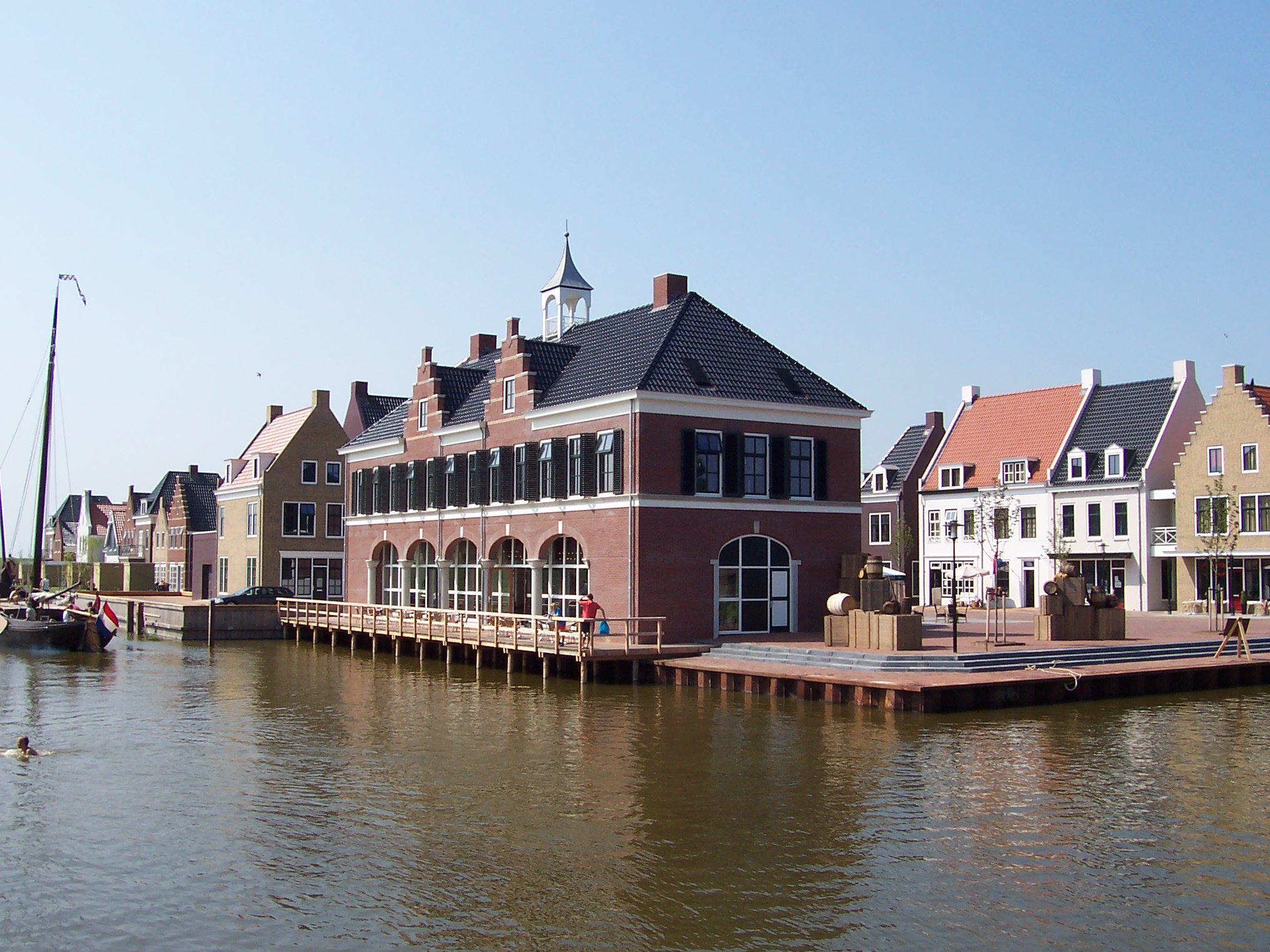
Gezicht op Esonstad vanuit Oostmahorn (2006)
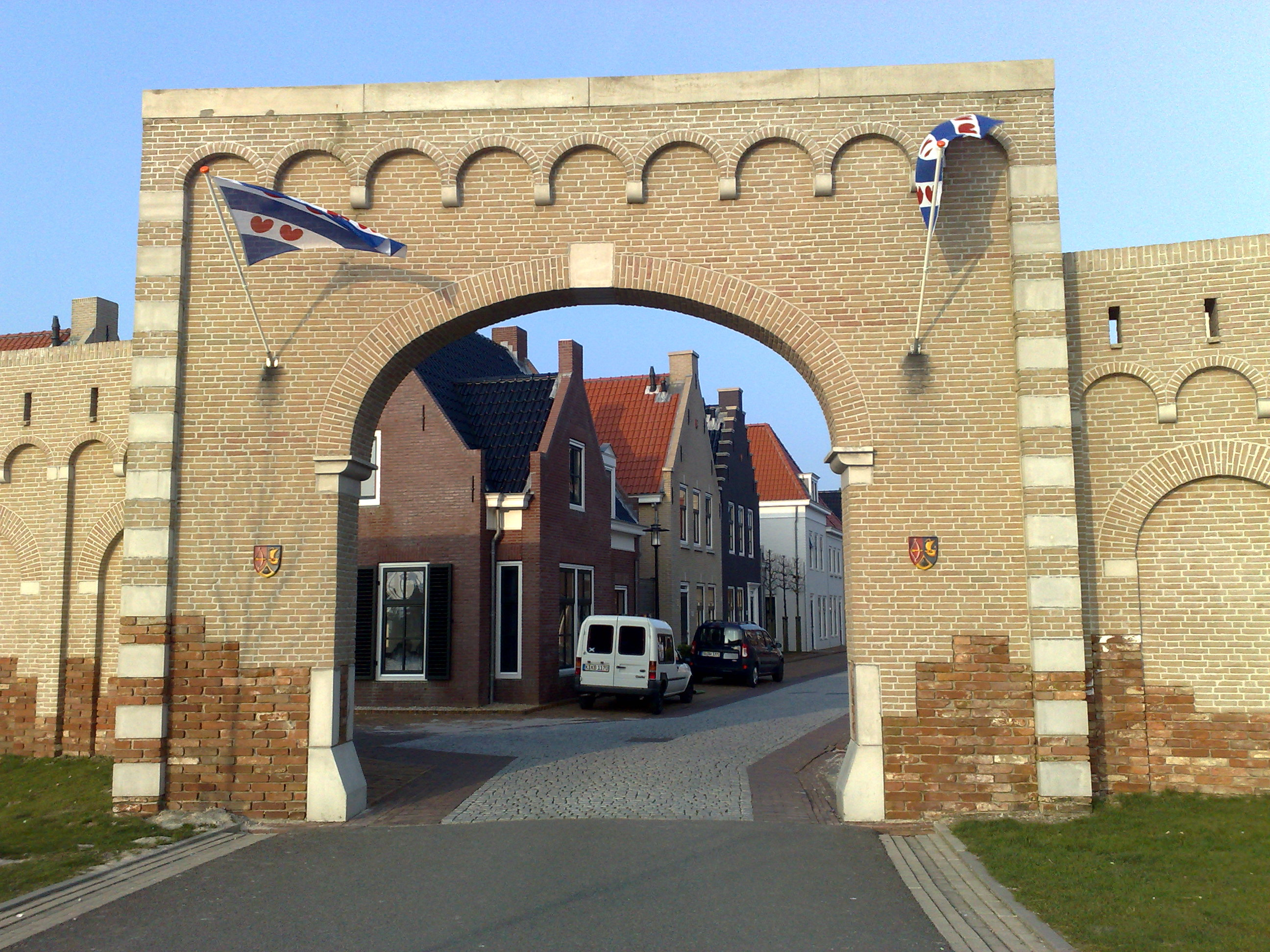
Blik op de poort van Esonstad (2009)
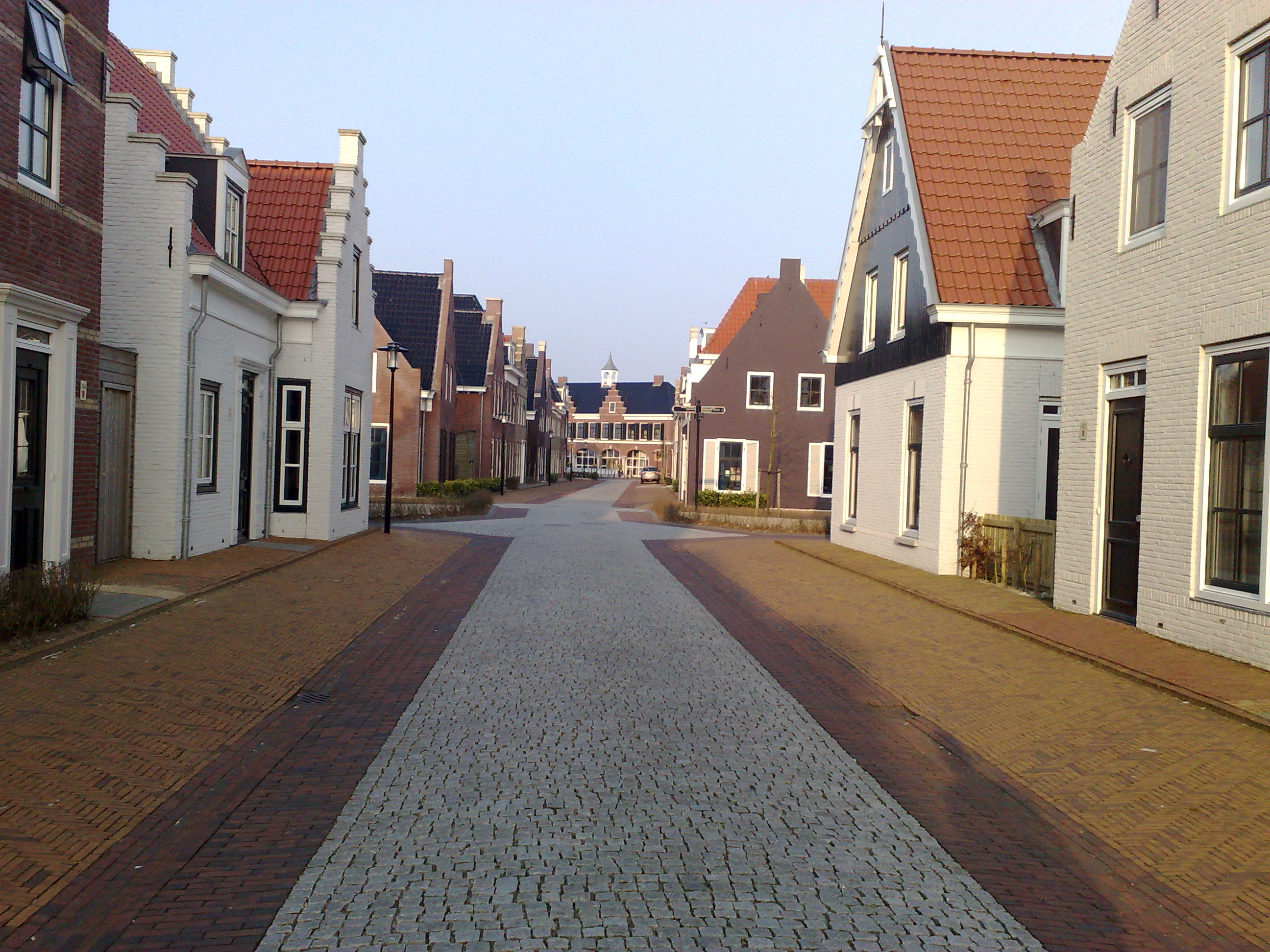
Blik op het café (raadhuis) (2009)